# あかんべえ

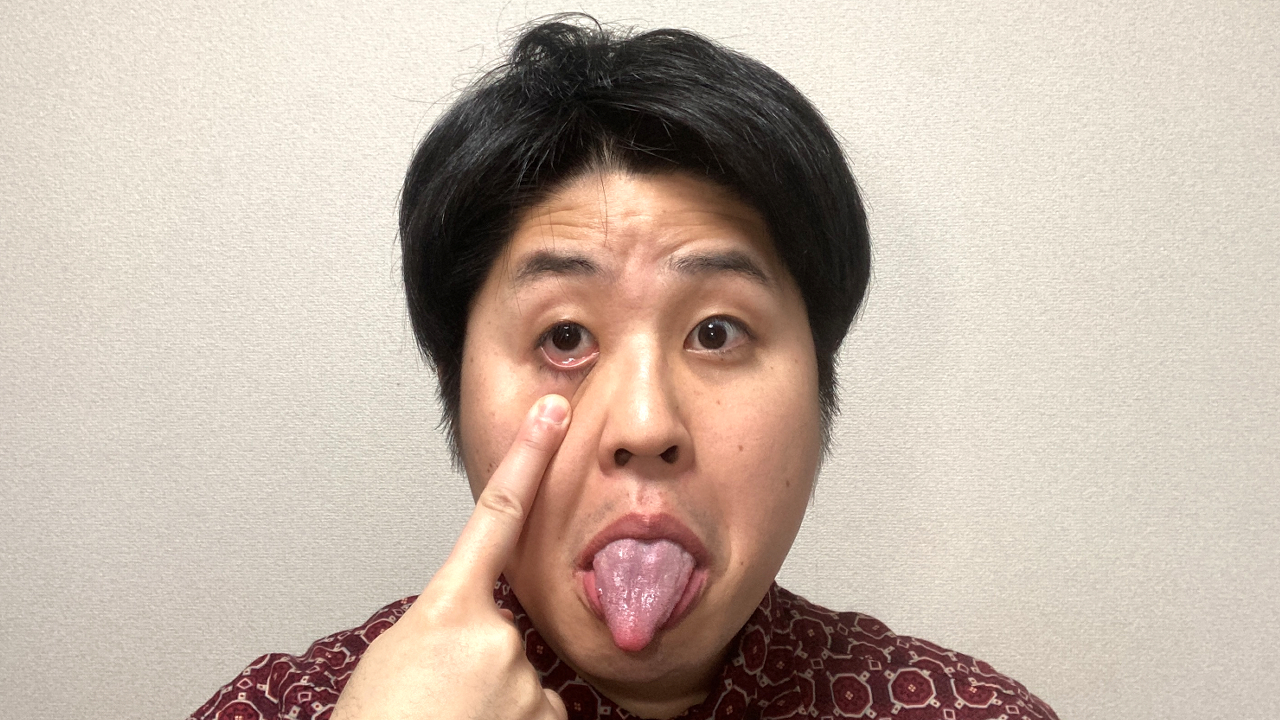
あかんべえ

あかんべえ、あっかんべーまたはアッカンベーは、相手に向かって下まぶたを引き下げ、赤い部分を出して侮蔑の意をあらわす身体表現。現在では多くの場合、舌を向かって出すことを伴い、時として舌を出すことそのものを指すと受け取られることもある。

## 概要
「あかんべえ」は田山花袋の『田舎教師』では、「後を振返って赤目（アカンベイ）をして見せて居る男生徒もある」とあり、「赤い目」の転訛（m子音はb子音と交代しやすい）としている。
べかこうまたはべっかんこうという呼び方もあり、夏目漱石の『坊っちゃん』には「人差し指でべっかんこうをして見せた」という記述がある。
いつ頃から存在するかは定かでないが、江戸時代に作られた落語「蒟蒻問答」では落ちにあかんべえが使われている。この落語はこんにゃく屋の親父がお寺であかんべえをしたのを、修行僧が『三尊の弥陀は目の下にあり』という仏教語だと勘違いをして敬服するという話である。
本来はまぶたの裏の赤い部分を見せることを指すが、現在では「べえ」を舌の幼児語「べろ」の意ととらえて、舌を出すことを指すととらえる人も間々見られる。
また、瞬間的に舌を出すのは、侮蔑のほかに照れ隠しの意味もある（例、ローラ）。どちらも日本国内において広く通用するが、やや子供っぽい印象を与える。

## 日本以外でのあかんべえ

### 朝鮮半島
朝鮮語では메롱（メーロン）といい、「メー」の延長した発声の際に舌を出すことで、あかんべえ（日本語では「べー」で舌を出す）と同様の表現をする。

### チベット
チベットでは、尊敬の念のこもった挨拶としてあかんべえと同様に舌を出す。

## 漫画などでの表現
『ドラえもん』や『クレヨンしんちゃん』などで、ダース・ベイダーのパロディとして｢アカンベーダー」というキャラクターが登場した。

## その他
- べか太郎
- ミナミゾウアザラシ - 三重県伊勢市の二見シーパラダイス（現・伊勢夫婦岩ふれあい水族館シーパラダイス）で飼育されている「丸子」はあかんべえの芸ができた。
- 桂べかこ - 落語の名跡。「べかこ」とは関西弁で「あっかんべー」の意味。漢字で「米歌子」とも名乗った。
- べかこ (落語)
- ジャングル黒べえ - 主人公が魔法を使う際「ウラウラベッカンコ」のかけ声とともにこのポーズをする。
- ヤッターマン - 「ドクロベー」というキャラクターが登場する。
- アルベルト・アインシュタイン - メディア向けに撮られた写真で有名[4]。